# Unus pro omnibus, omnes pro uno

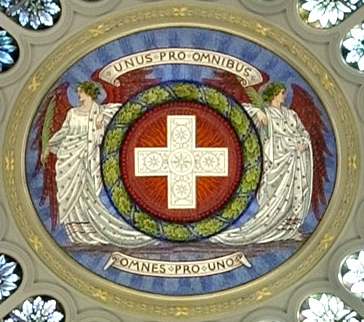
Mottot i taket på den schweiziska parlamentsbyggnaden.

Unus pro omnibus, omnes pro uno (latin för En för alla, alla för en) är Schweiz inofficiella valspråk och lyder enligt följande på landets fyra officiella språk.
- Franska: Un pour tous, tous pour un
- Italienska: Uno per tutti, tutti per uno
- Rätoromanska: In per tuts, tuts per in
- Tyska: Einer für alle, alle für einen

Frasen är också motto för musketörerna i Alexandre Dumas roman De tre musketörerna.